# 中州农民银行
中州农民银行是抗日战争和第二次国共内战时期存在于中原解放区的一家银行，由中国共产党领导的地方政权建立，为发钞行。其发行的钞票称为中州币、中州钞。

## 历史
1948年4月，中原局发出了《发行中州农民银行钞票的决定》。中州币是物资本位币，“以中原各区全部公粮、公款、税收及一切公营事业之财产为担保。”
1948年8月23日在河南省宝丰县商酒务村成立中州农民银行总行。总经理陈希愈。1948年12月，豫皖苏边区政府停止友币流通，公告以中州币与友币1∶50的比值限期收兑友币。1949年3月10日，中州农民银行“不宣而收”，停止发行中州币，改为发行人民币，以人民币与中州币1∶4的比值收兑中州币。1949年底，中州币全部收回。